# نورث‌فیلیپس‌برگ (پنسیلوانیا)
نورث‌فیلیپس‌برگ (به انگلیسی: North Philipsburg) یک منطقهٔ مسکونی در ایالات متحده آمریکا است که در شهرستان سنتر، پنسیلوانیا واقع شده‌است. نورث‌فیلیپس‌برگ ۱٫۹۶ کیلومتر مربع مساحت و ۶۶۰ نفر جمعیت دارد و ۴۴۸٫۰۶ متر بالاتر از سطح دریا واقع شده‌است.